# Ярвекюла (Вільянді)
Я́рвекюла (ест. Järveküla) — село в Естонії, у волості Вільянді повіту Вільяндімаа.

## Населення
Чисельність населення на 31 грудня 2011 року становила 53 особи.

## Географія
Село лежить на південно-західному березі Виртс'ярв, найбільшого внутрішнього озера Естонії.

## Історія
З 19 грудня 1991 до 25 жовтня 2017 року село входило до складу волості Тарвасту.